# سيرجي آيزنشتاين
سيرجي آيزنشتاين (بالروسية: Сергей Михайлович Эйзенштейн Sergej Mihajlovič Ejzenštejn) (مولود في 23 يناير 1898-11 فبراير 1948) هو مخرج روسي، من أشهر الأفلام التي أخرجها فيلم المدمرة بوتمكين.
جاء من ريغا (عاصمة لاتفيا حالياً). وأمضى فترة قصيرة من حياته يرسم مشاهد مسرحية، ثم دخل عالم الأفلام عام1922 وسرعان ما لمس الإمكانيات الهائلة والمثيرة لدى استعماله المشاهد الجماعية بدلا عن الأبطال أو العامة من الممثلين. وبتقطيع وسبك ماهر لهذه المشاهد وجد أن باستطاعته إحداث إثارة متعاظمة في السينما تنتهي نهاية محكمة. فقام بذلك ببراعة في مشهد على درجات القصر في الأوديسا في فيلمه المدمرة بوتمكين عندما سحق الجيش الإمبراطوري مجموعة متمردين.
ولقد ظهر إدراكه المدهش لعناصر الحبكة السينمائية كلها في تسجيله القوي للثورة الروسية في فيلم أكتوبر. وفي العام 1939 قدم فيلم ألكسندر نيفسكي ثم فيلمًا عن إيفان الرهيب، وهما فيلمان عظيمان يدوران حول المواضيع الوطنية والشيوعية.

## وصلات خارجية
- سيرجي آيزنشتاين على موقع IMDb (الإنجليزية)
- سيرجي آيزنشتاين على موقع الموسوعة البريطانية (الإنجليزية)
- سيرجي آيزنشتاين على موقع الموسوعة البريطانية (الإنجليزية)
- سيرجي آيزنشتاين على موقع روتن توميتوز (الإنجليزية)
- سيرجي آيزنشتاين على موقع مونزينجر (الألمانية)
- سيرجي آيزنشتاين على موقع ألو سيني (الفرنسية)
- سيرجي آيزنشتاين على موقع ألو سيني (الفرنسية)
- سيرجي آيزنشتاين على موقع أول موفي (الإنجليزية)
- سيرجي آيزنشتاين على موقع قاعدة بيانات الأفلام السويدية (السويدية)
- سيرجي آيزنشتاين على موقع إن إن دي بي (الإنجليزية)